# Samantha Win
Samantha Win (Barrie, Ontario, 29 de marzo de 1991), también conocida como Samantha Jo, es una actriz y artista marcial canadiense, miembro de la selección de Canadá de wushu durante 2005 y 2008. Compitió en el Torneo de Wushu de Pekín en 2008 y en 2012 debutó como actriz en el papel de Kitana en la serie Mortal Kombat: Legacy, seguida por su papel como Car-Vex en la película de 2013 Man of Steel. En 2021 interpretó el rol de Chambers en el filme de Zack Snyder, Army of the Dead.

## Filmografía

### Cine
- Man of Steel (2013) Car-Vex
- Wonder Woman (2017) Euboea
- Snow Steam Iron (2017) Lin Woo
- Justice League (2017) Euboea
- Circle of Stone (2018) Padilla
- Zack Snyder's Justice League (2021) Euboea
- Army of the Dead (2021) Chambers

### Televisión
- Mortal Kombat: Legacy (2012) Kitana
- Agent X (2015) Juju Yang
- Warrior (2015) Amelie
- Lethal Weapon (2019) Eve
- Arrow (2019) Beatrice

Fuente: